# Santa Clara-a-Nova e Gomes Aires
Santa Clara-a-Nova e Gomes Aires (llamada oficialmente União das Freguesias de Santa Clara-a-Nova e Gomes Aires) es una freguesia portuguesa del municipio de Almodôvar, distrito de Beja.

## Historia
Fue creada el 28 de enero de 2013 en aplicación de una resolución de la Asamblea de la República de Portugal promulgada el 16 de enero de 2013 con la unión de las freguesias de Gomes Aires y Santa Clara-a-Nova, pasando su sede a estar situada en la antigua freguesia de Santa Clara-a-Nova.

## Demografía
| Gráfica de evolución demográfica de Santa Clara-a-Nova e Gomes Aires entre 2011 y 2021 |
|                                                                                        |
| Datos según el nomenclátor publicado por el INE portugués.                             |